# ギター工房S&C
ギター工房S&C(ギターこうぼうエスアンドシー)とは、静岡県磐田郡に工房を構えるアコースティックギターのメーカーである。
S=Seki、C=Chubachiの略である。

## 概要
ヤマハから独立し、Terry's Terryのギターを製作しているギター工房・ルシア―の関道雄と仲鉢昌志により、1998年10月に設立。
T'sTのギターと並行して製作している。
ヤマハからの仕事仲間であった関と仲鉢により、T'sTのギターを製作しながら独自のギターを製作している。
S&Cブランドの他に、関により製作のM.SEKIも存在する。

## エピソード
- 関、仲鉢共にヤマハ時代は、カスタムオーダーメイドギターの製作に携わっていた。
- 関はヤマハ時代に担当したプロミュージシャンは多く、色々なアーティストのライヴパンフレット、CD等にスペシャルサンクスとして名前を残していた。
- 仲鉢の愛称は、仲さんである。